# Dansk Melodi Grand Prix 1981
Dansk Melodi Grand Prix 1981 var den 14. udgave af Dansk Melodi Grand Prix. Showet blev afholdt den 28. februar 1981 på natklubben Valencia i København med det formål at finde det danske bidrag til Eurovision Song Contest 1981. Programmet blev sendt direkte på DR som en del af showet "Lørdag – lige nu" med Jørgen de Mylius, Jarl Friis-Mikkelsen og Erling Bundgaard som værter samt Allan Botschinsky som kapelmester. Konkurrencen havde deltagelse af fem melodier, og vindermelodien blev Krøller eller ej med Tommy Seebach og Debbie Cameron, der efterfølgende deltog i Eurovision Song Contest 1981 i Dublin i Irland, hvor den opnåede en placering som nr. 11 af 20 sange.
Dette års Grand Prix gjorde ikke nogen indsats for at skjule, at det blev afviklet for et lavt budget. Showet indledtes med, at Jarl Friis-Mikkelsen på et lærred spraymalede ordene: "Fattigt men flot Grand Prix 81". Sekundet efter brød Jørgen de Mylius gennem lærredet, og i løbet af showet kom Mylius med flere referencer til økonomi, bl.a. med ordene "fattig-80'erne". DR havde heller ikke lavet konkurrencen "åben" dette år men derimod bestilt et bidrag fra fem kunstnere.

## Afstemning
En masse kritik af stemmesystemet i 1980 havde bevirket, at man lavede systemet en del om i 1981. Pointene blev tildelt af 100 jurymedlemmer, der var til stede i salen. Hvert medlem rangerede de fem sange og tildelte dem pointene 5, 4, 3, 2 og 1 i prioriteret rækkefølge, og så blev alle jurymedlemmernes point lagt sammen. Således blev i alt 500 + 400 + 300 + 200 + 100 = 1.500 point fordelt over de fem deltagere. Tildelingen af point blev i øvrigt slet ikke fulgt på TV, og Jørgen de Mylius fik blot stukket en seddel i hånden, hvorefter han bekendtgjorde vinderen og de 441 point, den havde opnået. De øvrige sanges point blev efterfølgende læst op.

### Resultat
| Sang nr. | Solist / gruppe                 | Sangtitel          | Komponist                          | Tekstforfatter                     | Placering | Point |
| -------- | ------------------------------- | ------------------ | ---------------------------------- | ---------------------------------- | --------- | ----- |
| 1        | Hans Mosters Vovse              | King Kong boogie   | Allan Mortensen                    | Allan Mortensen                    | 2         | 375   |
| 2        | Anniqa                          | Sikken dejlig dame | Torben Lendager                    | Henrik H. Lund                     | 3         | 359   |
| 3        | Tommy Seebach og Debbie Cameron | Krøller eller ej   | Tommy Seebach                      | Keld Heick                         | 1         | 441   |
| 4        | Theis Jensen                    | Satchmo            | Theis Jensen og Niels Jørgen Steen | Theis Jensen og Niels Jørgen Steen | 5         | 210   |
| 5        | Carsten Elmer og Jørgen Klubien | En tragisk komedie | Kasper Winding                     | Michael Elo                        | 4         | 238   |

## Tilbagevendende deltagere
| Deltager                                 | Årstal                        |
| ---------------------------------------- | ----------------------------- |
| Hans Mosters Vovse                       | 1980                          |
| Jannie Høeg (fra Hans Mosters Vovse)     | 1978 (som del af Flair), 1979 |
| Allan Mortensen (fra Hans Mosters Vovse) | 1979                          |
| Tommy Seebach                            | 1979                          |